# 선셋 (2018년 영화)
《선셋》(헝가리어: Napszállta, 영어: Sunset)은 2018년 개봉한 헝가리의 드라마 영화이다. 네메시 라슬로가 감독과 공동각본을 맡았다. 제75회 베네치아 영화제 황금사자상 경쟁후보작이자, 국제영화비평가연맹상 수상작이다.

## 출연

### 주연
- 블라드 이바노브
- 수잔느 웨스트

### 조연
- 레벤테 몰나르
- 모니카 발사이
- 주디트 바르도스